# Andancette
Andancette ist eine französische Gemeinde im Département Drôme. Andancette gehört zum Arrondissement Valence und zum Kanton Saint-Vallier. Die Gemeinde hat 1.308 Einwohner (Stand: 1. Januar 2022), die Andancettois genannt werden.

## Geographie
Andancette liegt etwa 35 Kilometer nordnordwestlich von Valence an der Rhône, in die hier der Bancel einmündet. Umgeben wird Andancette von den Nachbargemeinden Saint-Rambert-d’Albon im Norden, Albon im Osten, Beausemblant im Südosten, Laveyron im Süden, Andance im Westen und Südwesten, Saint-Désirat im Westen und Nordwesten sowie Champagne im Nordwesten.
Durch die Gemeinde führt die Bahnstrecke Paris–Marseille.

## Geschichte
Die Gemeinde wurde 1872 geschaffen.

## Bevölkerungsentwicklung
| Jahr                       | 1911 | 1962 | 1968 | 1975 | 1982 | 1990 | 1999 | 2006 | 2017 |
| -------------------------- | ---- | ---- | ---- | ---- | ---- | ---- | ---- | ---- | ---- |
| Einwohner                  | 663  | 781  | 976  | 1099 | 1020 | 1157 | 1156 | 1237 | 1339 |
| Quellen: Cassini und INSEE |      |      |      |      |      |      |      |      |      |

## Sehenswürdigkeiten
- Kirche Saint-André aus dem 19. Jahrhundert
- Hängebrücke Marc-Seguin von 1827

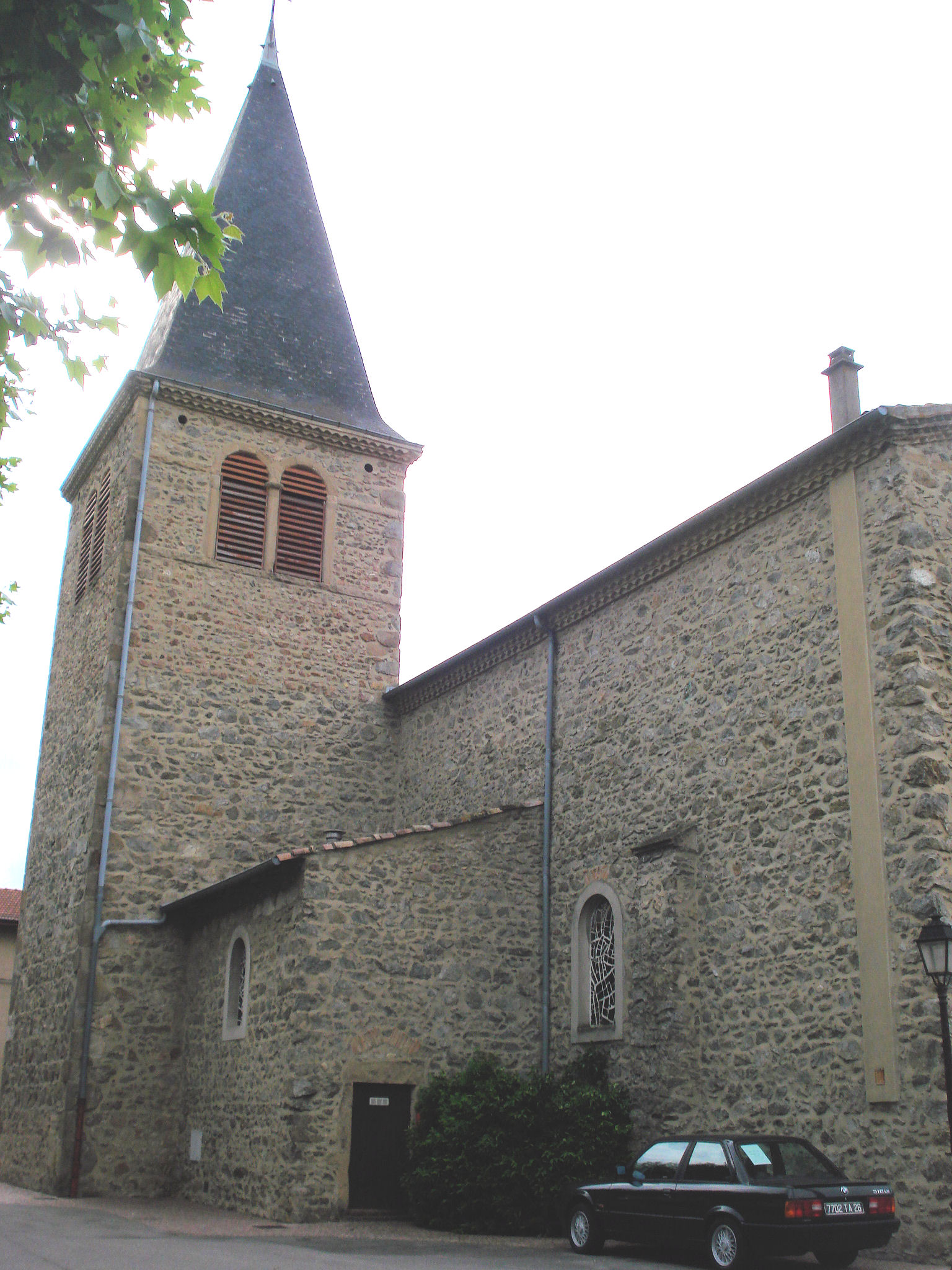
Kirche Saint-André
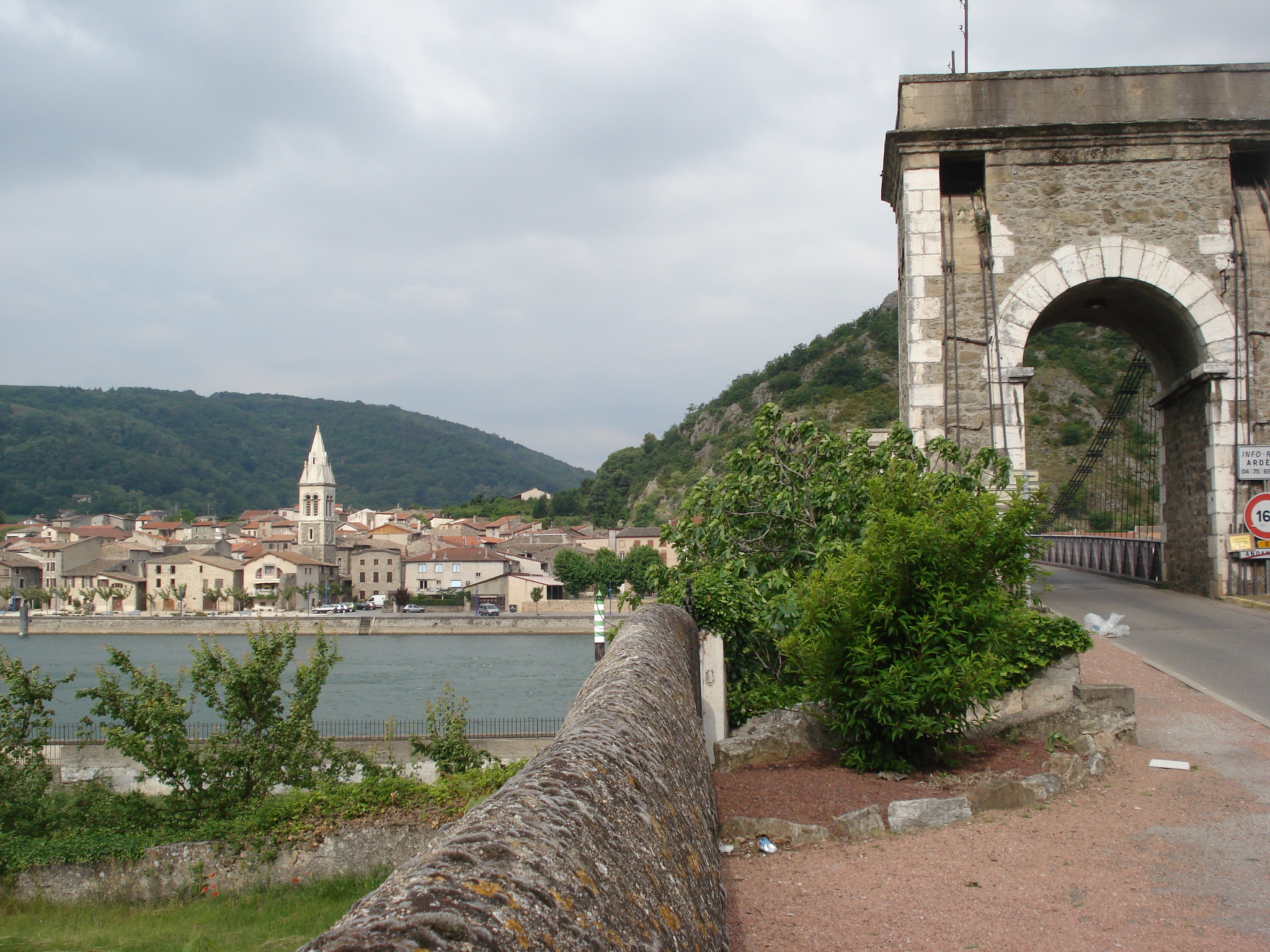
Hängebrücke

## Persönlichkeiten
- Lucien-Marie Dorne (1914–2006), Gründer der Missionarfamilie Unserer Lieben Frau